# Heinz Dose

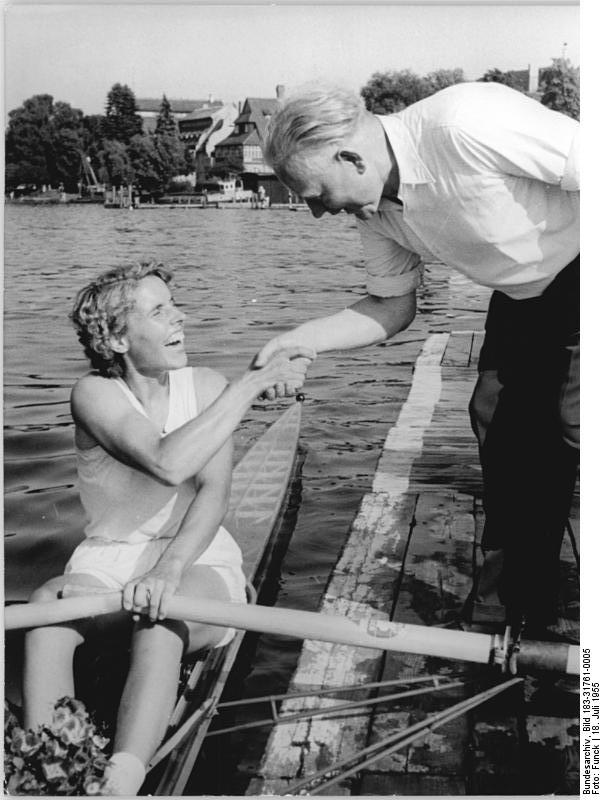
Heinz Dose, Präsident der Sektion Rudern, beglückwünscht die neue DDR-Meisterin im Einer der Frauen, Marianne Horrmann-Köhler, bei den Rudermeisterschaften 1955 in Grünau.

Heinz Dose (* 25. Mai 1901 in Groß Buchwald, Holstein; † 13. Juli 1980 in Berlin) war ein deutscher Sportfunktionär. Er war Mitbegründer und erster Generalsekretär des Nationalen Olympischen Komitees der DDR (NOK der DDR).

## Leben
Dose wuchs in einer Arbeiterfamilie auf. Seit seiner Jugend war er begeisterter Fußballspieler. 1920 schloss er sich der KPD an, später war er Funktionär der Reichsleitung „Kampfgemeinschaft für Rote Sporteinheit“. 1925 führte er die niederrheinische Delegation bei der ersten Arbeiterolympiade in Frankfurt am Main an. 
Nach der „Machtergreifung“ der Nationalsozialisten beteiligte sich Dose 1933 am Widerstand. Im selben Jahr wurde er verhaftet und 1934 zu dreieinhalb Jahren Zuchthaus verurteilt, die er im Zuchthaus Waldheim, in Frankenberg und im KZ Sachsenhausen verbrachte. Anschließend wurde er 1937 ins KZ Buchenwald verbracht. 
Nach Ende des Krieges war Dose maßgeblich an der Reorganisation des Sports in der SBZ und der DDR beteiligt. Seit 1946 Mitglied der SED, war Dose auch Sekretär der SED-Kreisleitung Zittau sowie Funktionär der Landessportausschüsse in Sachsen und Berlin. Von 1948 bis 1951 war er stellvertretender Vorsitzender und Sekretär des Deutschen Sportausschusses. Von 1952 bis 1960 war er Präsident der Sektion Rudern bzw. des Deutschen Ruderverbandes der DDR, von 1953 bis 1966 zudem Direktor des VEB Sport-Toto. 1951 gehörte er zu den Mitbegründern des NOK der DDR und war dessen erster Generalsekretär (1951) sowie dessen erster Vizepräsident (1951–1953). Von 1960 bis 1969 war er Schatzmeister des NOK der DDR sowie der Gesellschaft zur Förderung des Olympischen Gedankens in der DDR. Seit 1970 war Dose Ehrenmitglied des Präsidiums des NOK der DDR.